# Lego The Incredibles
Lego The Incredibles (Lego Суперсемейка) — компьютерная игра 2018 года выпуска в жанре Action-adventure, разрабатываемая компанией TT Games и издана Warner Bros. Interactive Entertainment для Microsoft Windows, Xbox One, PlayStation 4 и Nintendo Switch.
Игра была анонсирована 28 марта 2018 года и вышла 15 июня 2018 года в Северной Америке и вышла 13 июля 2018 в Европе.
Игра основывается на мультфильмах студии Pixar: Суперсемейка и Суперсемейка 2.

## Персонажи
Игра позволит игроку контролировать персонажами из двух фильмов Суперсемейки, каждый со своими уникальными способностями и навыками. Также в игре, в свободном мире, можно получить по одному персонажу из других работ Pixar: от «Истории игрушек» до «Тайны Коко».

## Отзывы
| Сводный рейтинг | Сводный рейтинг |
| Агрегатор       | Оценка          |
| --------------- | --------------- |
| GameRankings    | 68,20 %         |